# Gmina Timrå
Gmina Timrå (szw. Timrå kommun) – gmina w Szwecji, w regionie Västernorrland, z siedzibą w Timrå.
Gminę zamieszkuje 17 859 osób, z czego 49,44% to kobiety (8829) i 50,56% to mężczyźni (9030). W gminie zameldowanych jest 460 cudzoziemców. Na każdy kilometr kwadratowy przypada 22,66 mieszkańca. Pod względem wielkości gmina zajmuje 128. miejsce.